# NGC 2080
NGC 2080 في علم الفلك هو سديم إشعاعي وبداخله يوجد تجمع نجمي مفتوح؛ يرى في اتجاه كوكبة أبو سيف. يبعد السدي إن جي سي 2080 عن الأرض نحو 168.000 سنة ضوئية.
يوجد أن جي سي 2080 في نفس الوقت في سحابة ماجلان الكبرى التي هي مجرة قزمة تابعة لمجرتنا، مجرة درب التبانة؛ ويرى السديم نحو 30' جنوب السديم الشهير - سديم العنكبوت - ؛ ونظرا لشكله يسمى إن جي سي 2080 أيضا «سديم رأس الشبح» Ghost Head Nebula .
السديم إن جي سي 2080 يعتبر جزءا من «معقد إن 160» الموجود في سحابة ماجلان الكبرى وهو منطقة هيدروجين II وتسمى أحيانا N160A.
يتكون إن 160 إيه ذاته مما يسمى «عينين» (N160A1 و N160A2) وهما فقاعتين من الهيدروجين والأكسجين، وفيهما نجوم كبيرة ذات كتل كبيرة بالمقارنة بكتلة الشمس. ويقدر علماء الفلك عمر تلك النجوم بأنها نشأت قبل نحو 10.000 سنة.
اكتشف عالم الفلك البريطاني جون هيرشل السديم إن جي سي 2080 في عام 1834 .

## اقرأ أيضا
- إن جي سي 2060
- إن جي سي 2070
- آر 136
- نجم آر136 إيه1
- إل إتش 95
- ثقب أسود
- إن جي سي 1982
- إن جي سي 604
- إن جي سي 1961
- إن جي سي 1502
- سديم الشبح